# ATM Adaptation Layers
ATM Adaptation Layers czyli adaptacyjna warstwa modelu odniesienia techniki Asynchronous Transfer Mode to warstwa odpowiedzialna za tworzenie 48-oktetowych datagramów, które wykorzystywane są jako ładunki użyteczne komórek ATM. Pierwotnie utworzono pięć różnych warstw AAL o numerach od 1 do 5, a każda z nich została zaprojektowana do obsługi jednej z czterech klas usług: A, B, C lub D. Należy podkreślić, iż każda klasa obsługuje transmisje na inny sposób, w związku z czym wymaga zainstalowania w stacjach końcowych innego zestawu protokołów.

## AAL
zawiera funkcje rozszerzające możliwości warstwy ATM. Dzięki temu możliwe jest spełnienie specyficznych wymagań stawianych przez różnorodne aplikacje usługowe. W każdym konkretnym przypadku jej implementacja musi ściśle odzwierciedlać charakterystykę realizowanej usługi, gdyż AAL powinna być zdolna do prowadzenia obsługi różnorodnych protokołów użytkownika.
Klasy AAL ściśle odzwierciedlają specyfikację ITU-T, definiującą następujące rodzaje usług realizowanych przy wykorzystaniu techniki ATM:
- klasa A: dotyczy usług, w których wymagana jest ścisła relacja czasowa pomiędzy źródłem i ujściem; przeznaczona jest dla źródeł wymagających stałej szybkości transmisji (Constant Bit Rate - CBR);

- klasa B: dotyczy usług o zmiennej szybkości nadawania wymagających synchronizacji pomiędzy nadajnikiem i odbiornikiem (Variable Bit Rate - VBR)

- klasa C: dla usługi transmisji danych wymagających zestawienia połączenia

- klasa D: dla usługi transmisji danych nie wymagających zestawienia połączenia.

Zdefiniowane obecnie klasy AAL nie obejmują wszystkich potencjalnie możliwych kombinacji atrybutów aplikacji usługowych.
Typowe zadania realizowane przez AAL :
- zadania na rzecz użytkownika oraz planów sterowania i zarządzania, prowadząc w szczególności odwzorowanie postaci danych wymienianych z warstwą ATM systemu
- obsługa błędów transmisyjnych;
- zapewnienie wymagań na usługę przekazu danych dla różnych aplikacji (podwarstwa CS) i realizacji „mappingu” PDU warstw wyższych na pola informacyjne właściwe komórkom ATM (podwarstwa SAR) i „na odwrót”.
- dostosowanie danych dostarczanych w postaci ramek przez aplikację usługową do ich przesyłania za pośrednictwem komórek ATM;
- podejmowanie akcji naprawczych w przypadkach utraty lub dostarczenia nadmiarowych komórek z danymi użytkowymi;
- sterowanie przepływem danych oraz utrzymanie wymaganych parametrów czasowych przekazu.

Duża różnorodność wymienionych zadań sprawia, iż ich realizacja przebiega przy
wykorzystaniu funkcji, które ze względu na swoją specyfikę tworzą następujące podwarstwy:
- Podwarstwa Segmentacji i zestawiania (Segmentation and Reassembly Sublayer - SAR). Po stronie nadawczej dokonuje ona podziału bloków informacji użytkowej na segmenty odpowiadające rozmiarowi komórek, zaś w odbiorniku zestawia ramki wymagane przez aplikację usługową wypełniając je informacjami dostarczonymi przez warstwę ATM.

- Podwarstwa Konwergencji (Convergence Sublayer - CS) Odpowiada za realizację podstawowych zadań funkcjonalnych punktu dostępu do usług warstwy AAL (AAL Service Access Point - AALSAP).

W szczególnym przypadku zbiór funkcji realizowanych przez SAR i CS może być pusty, zazwyczaj jednak obejmuje liczne procedury, których zadania uwarunkowane są ściśle od klasy realizowanej aplikacji usługowej wyznaczanej przez:
- rodzaj powiązań czasowych pomiędzy źródłem i odbiornikiem informacji (konieczne lub nie wymagane);
- połączeniowy lub bezpołączeniowy tryb realizacji wymiany danych.
- charakter zmian prędkości transmisji (stała lub zmienna);

Pozostałe charakterystyki są traktowane jako parametry jakości świadczenia usług telekomunikacyjnych (Quality of Service - QoS) i nie mają wpływu na powiększenie listy obsługiwanych przez warstwę AAL klas usługowych.

## Warstwy AAL

### AAL1
Warstwa AAL1 służy do realizacji usługi CBR wymagającej synchronizacji pomiędzy nadajnikiem i odbiornikiem. Usługi, które dostarcza ta warstwa obejmują odbiór SDU (Service Data Unit) ze stałą szybkością transmisji i ich przekazanie z tą samą szybkością, przekaz informacji synchronizacyjnych pomiędzy źródłem i odbiornikiem oraz identyfikacja straconych lub błędnych informacji. (klasa A ITU).
AAL1 wykonuje:
- segmentację i zbieranie danych od użytkownika
- obsługę zmiennego opóźnienia przekazu komórek (CDV – Cell Delay Variation)
0 obsługę straconych lub „źle umiejscowionych” komórek
- odtworzenie w odbiorniku częstotliwości zegara nadajnika
- monitorowanie informacji sterującej protokołu AAL dla obsługi błędów, tj. AAL-PCI (AAL-Protocol Control Information)
- obsługa błędów Aal-PCI
- monitorowanie pól informacji użytkowych z punktu widzenia błędów bitowych i podejmowanie akcji korygujących	
- monitoring parametrów QoS pomiędzy wskazanymi zakończeniami sieciowymi

### AAL2
Warstwa AAL2 służy do realizacji usługi VBR wymagającej synchronizacji pomiędzy nadajnikiem i odbiornikiem. Podobnie jak w AAL1, ale SDU są odbierane ze zmienną szybkością. Typ 2 AAL akceptuje CS-PDU o zmiennej długości, a zatem mogą być takie SAR-PDU, które nie są całkowicie wypełnione.
AAL2 realizuje podobnie jak warstwa AAL1 następujące zadania rozszerzające możliwości funkcjonalne warstwy ATM:
- segmentację i zbieranie informacji użytkowych;
- obsługę zmiennego opóźnienia komórek;
- obsługę straconych i źle umiejscowionych komórek;
- odtwarzanie w odbiorniku częstotliwości zegara nadajnika;
- odtwarzanie źródłowej postaci danych przez odbiornik;
- monitorowanie informacji sterującej protokołu AAL-PCI w celu wykrywania i obsługi błędów;
- na życzenie użytkownika AAL2 może prowadzić monitoring parametrów QoS
pomiędzy wskazanymi zakończeniami sieciowymi.
Inne funkcje AAL2, a w szczególności sposób realizacji zadań podwarstw SAR oraz CS stanowi obecnie przedmiot intensywnych studiów.
Zastosowanie AAL2 (klasa B):
Przekaz audiowizualny poddany kompresji (np. MPEG);

### AAL3
Warstwa AAL3 wykorzystywana do transmisji danych komputerowych w trybie połączeniowym (klasa C ITU).;

### AAL4
Warstwa AAL4 umożliwia transfer zbiorów i wiadomości bez zestawiania połączenia (klasa D ITU).
Specyfikacje AAL3 i AAL4 są identyczne i dlatego obydwa typy zostały połączone w jedną
warstwę oznaczaną obecnie jako AAL3/4.
Ten typ zasadniczo dotyczy usług wymagających zestawienia połączenia nie wymagającego synchronizacji pomiędzy źródłem i odbiornikiem. Funkcje realizowane przez typ 3 AAL obejmują segmentację i scalanie danych użytkowych generowanych o zmiennej szybkości oraz obsługę błędów. Zarówno typ 3 jak i 4 mogą być użyte dla przekazu danych przesyłanych w ramkach jak i w postaci strumienia danych. Różnica: typ 3 jest dla ruchu wymagającego zestawiania połączenia, typ 4 był dla ruchu nie wymagającego zestawienia połączenia (tzn. połączenie było zestawione wcześniej). Ponieważ te typy AAL są dla przekazu danych, zatem mają mechanizmy retransmisji. Dwa typy usług: dla danych przekazywanych w ramkach (message mode) i dla danych strumieniowych (streaming mode).
Zastosowanie AAL3 (klasa C):
Dane sygnalizacyjne, realizacja transakcji;
AAL4 (klasa D)
Emulacja LAN, sieci wirtualne, dostęp do sieci rozległych (Internet).

### AAL5
Warstwa AAL5 jest właściwa zarówno usługom połączeniowym jak i nie wymagającym zestawienia łącza. Typ 5 AAL dotyczy usług z zestawianiem połączenia bez wymagania synchronizacji czasowej pomiędzy źródłem i przeznaczeniem. Funkcjonalność AAL5 jest uproszczona, aby obsłużyć ruch o dużej szybkości. Zakłada się, że warstwy leżące powyżej realizują funkcje związane z obsługą błędów, retransmisji i sprawdzenia kolejności komórek.
AAL5 dysponuje rozbudowanymi funkcjami przekazywania danych pomiędzy użytkownikami AAL za pośrednictwem połączeń zestawianych przez warstwę ATM. Sposób realizacji tych funkcji jest identyczny z przedstawionym przy omawianiu warstwy adaptacyjnej typu AAL3/4.
Zastosowanie AAL5:
TCP/IP, Frame Relay, UBR
Podstawowe zestawy protokołów obejmujących funkcje podwarstw SAR i CS dobrane właściwie dla obsługi wymienionych aplikacji zawiera zalecenie I.363. Być może miarę rozwoju rynku usług telekomunikacyjnych niezbędne będzie rozszerzenie obowiązujących specyfikacji zarówno poprzez różnicowanie parametrów funkcji już istniejących, jak i definiowanie procedur nowego typu. Dotyczy to w szczególności realizacji trybów bezpołączeniowych (ConnectionLess - CL) rozwijanych ostatnio bardzo intensywnie w związku z dużą popularnością sieci opartych na zestawie protokołów TCP/IP. Dodatkowymi funkcjami niezbędnymi do realizacji usług CL są adresowanie warstwy sieciowej oraz trasowanie, które rezydując w warstwach wyższych stają się użytkownikami AAL. Na podobnych zasadach wykorzystują AAL typowe procedury sygnalizacyjne, obsługiwane przez identyczne funkcjonalnie klasy 3 i 4, co odpowiada to intencjom ITU zmierzającej do przypisania ruchu służbowego pojedynczej klasie warstwy adaptacyjnej.